# Hyas (chi cua nhện)
Hyas, một chi cua nhện, bao hàm loài cua nhện khổng lồ (Hyas araneus) sinh sống tại Đại Tây Dương và biển Bắc. Chi này có 5 loài còn tồn tại.
- Hyas alutaceus Brandt, 1851
- Hyas araneus (Linnaeus, 1758)
- Hyas coarctatus Leach, 1815
- Hyas lyratus Dana, 1851
- Hyas ursinus Rathbun, 1924

## Hình ảnh

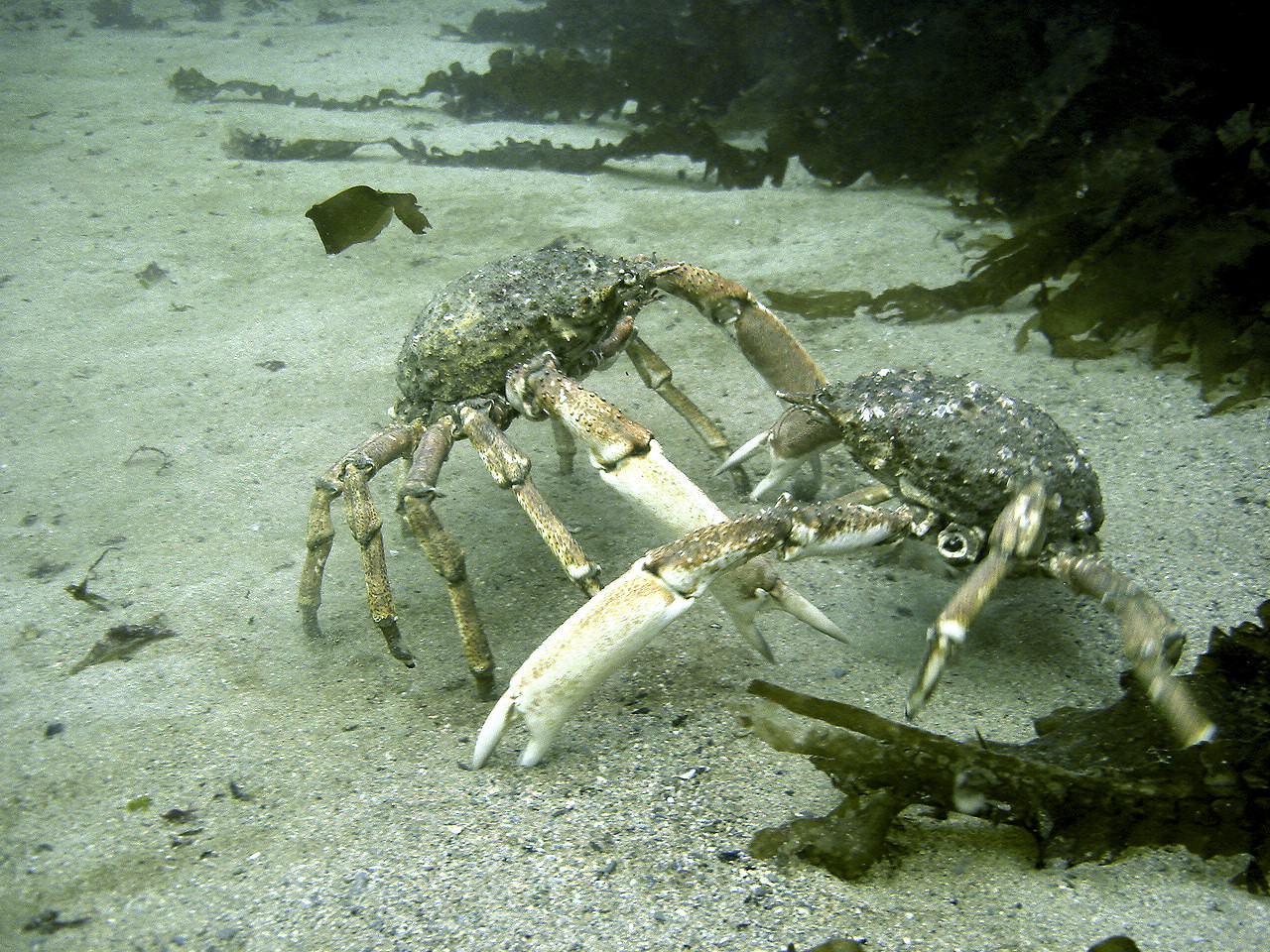